# Ribeira do Penacal
A ribeira do Penacal, nasce perto da aldeia de Paçó, no Distrito de Bragança, concelho de Bragança e freguesia de Mós. É atravessada pela N217 (a "estrada do Penacal") pela ponte que tem o nome de "ponte do Penacal", entre o quilómetro 9 e 10 dessa mesma estrada. Existe uma ponte velha no local.

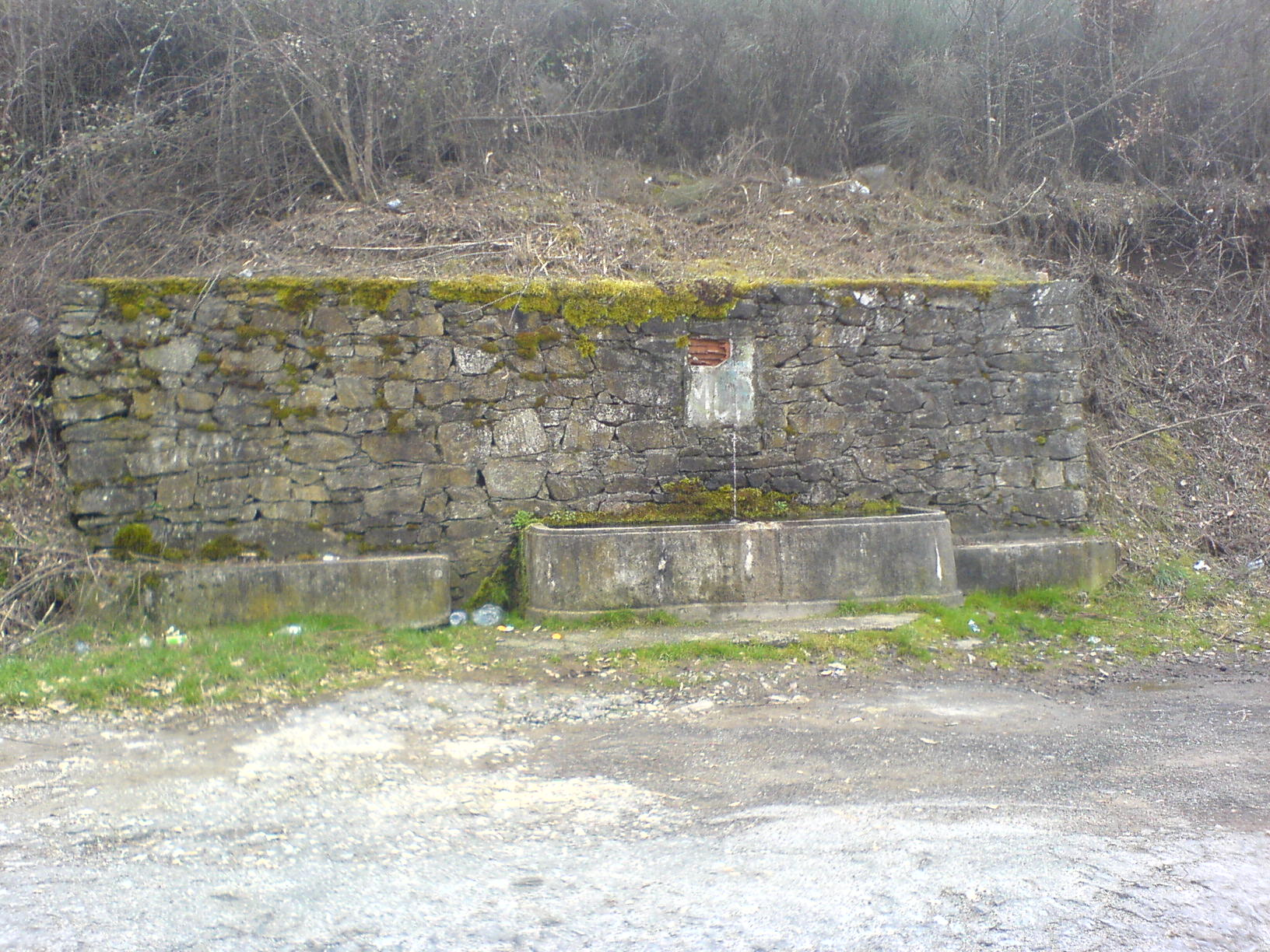
Fonte do Penacal

Também existe no local uma fonte que é dita do Penacal, água que é própria para beber. Pode-se ainda acrescentar que o rio se encontra numa zona de mato, não havendo povoamentos perto